# Micronecta cultellata
Micronecta cultellata (лат.) — вид мелких водяных клопов рода Micronecta из семейства Гребляки (Corixidae, Micronectinae, или Micronectidae). Юго-Восточная Азия: Вьетнам (Cao Bang, Ha Giang, Lao Cai).

## Описание
Мелкие водяные клопы, длина от 1,6 до 2,2 мм. Переднеспинка немного короче медианной длины головы, боковой край переднеспинки короткий. Гемелитрон пунктированный, оранжевый. Дорзум обычно светло-оранжевый. Лоб и темя бледно-желтоватые, глаза красновато-коричневые. Переднеспинка светлая серовато-коричневая. Гемелитрон светло-оранжевый. Шов между кальвусом и кориумом коричневатый. Мембрана на вершине полупрозрачная. Вентральная часть груди и брюшка и ноги буровато-жёлтые. Вид был впервые описан в 2021 году вьетнамскими энтомологами Tuyet Ngan Ha и Anh Duc Tran (Faculty of Biology, VNU University of Science, Vietnam National University, Ханой, Вьетнам) по материалам из Вьетнама.